# Ortaköy
Ortaköy – miasto w Turcji, w prowincji Mardin. W 2014 roku liczyło 9201 mieszkańców.